# Luigi Giussani
Mons. Luigi Giovanni Giussani (Desio, 15 ottobre 1922 – Milano, 22 febbraio 2005) è stato un presbitero, teologo e docente italiano, fondatore del movimento di Comunione e Liberazione.

## Biografia

### Infanzia e studi
Luigi Giussani nacque e trascorse la sua infanzia nella cittadina di Desio, a pochi chilometri da Milano. Maggiore di cinque fratelli, ricevette la prima introduzione alla fede cattolica dalla madre Angelina Gelosa, operaia tessile; il padre Beniamino, disegnatore e intagliatore, era socialista. A dieci anni, anche su sollecitazione del suo maestro elementare e per la stima che la famiglia provava per la Chiesa, Giussani decise di diventare prete.
Il 2 ottobre 1933 entrò nel seminario diocesano San Pietro Martire di Seveso dove frequentò i primi quattro anni di ginnasio. Nel 1937 si trasferì a Venegono Inferiore, nella sede principale del seminario dove frequentò l'ultimo anno di ginnasio, i tre anni del liceo e dove svolse i successivi studi di teologia. Ebbe come docenti, fra gli altri, Giovanni Colombo (poi cardinale e arcivescovo di Milano), i teologi Gaetano Corti, Carlo Colombo (in seguito vescovo ausiliare di Milano) e Carlo Figini. In quella sede conobbe i compagni di studio Enrico Manfredini e Giacomo Biffi che divennero in seguito entrambi arcivescovi di Bologna. In questi anni si interessò di Giacomo Leopardi e delle chiese ortodosse.
Dopo aver conseguito il baccalaureato il 4 novembre del 1943, il 26 maggio 1945 Giussani, non ancora ventitreenne, ricevette l'ordinazione sacerdotale dal cardinale Ildefonso Schuster, arcivescovo di Milano. Celebrò la prima Messa il 31 maggio nel suo paese natale. Il 18 settembre 1945 ottenne la licenza in sacra teologia. Dopo l'ordinazione, con l'inizio dell'anno scolastico 1945-1946, rimase nel seminario di Venegono e presso la sede ginnasiale di Seveso come insegnante e si specializzò nello studio della teologia orientale (specie sugli slavofili), della teologia protestante statunitense e della motivazione razionale dell'adesione alla Chiesa. Nel frattempo iniziò a prestare il servizio sacerdotale, soprattutto come confessore, presso la parrocchia dei Santi Nazaro e Celso alla Barona, quartiere popolare della periferia sud di Milano. In quel periodo il giovane sacerdote fu colpito da broncopolmonite e fu costretto al ricovero in ospedale. La malattia, degenerata in pleurite, ebbe conseguenze permanenti sulla funzionalità di un polmone, con problemi che si trascinarono per tutta la vita. I problemi di salute costrinsero Giussani a rallentare l'attività e gli studi per almeno tre anni, con la necessità di frequenti periodi di convalescenza presso strutture gestite da ordini religiosi o dalla Diocesi di Milano, come la Casa San Francesco a Varigotti, località sulla Riviera ligure che divenne in seguito importante nella storia del movimento di Gioventù Studentesca.
Nel 1950, superati i problemi di salute, Giussani riprese l'insegnamento e il servizio parrocchiale durante il fine settimana presso la chiesa dei Santi Silvestro e Martino a Milano. Confessando incontrò per la prima volta alcuni studenti del Liceo classico Giovanni Berchet e altre scuole milanesi, cogliendo il loro disagio per ciò che sentivano a lezione contro la Chiesa e la fede cattolica. Nel frattempo continuò gli studi, interessandosi in particolare alla teologia ortodossa, al protestantesimo e all'ecumenismo a cui dedicò alcuni scritti. Nel 1954 ottenne il dottorato in teologia magna cum laude con una tesi su Il senso cristiano dell'uomo secondo Reinhold Niebuhr, dedicata a uno dei più importanti teologi riformati statunitensi del XX secolo.
Nel 1951 iniziò a insegnare religione in uno degli istituti privati milanesi più antichi e prestigiosi, la scuola di ragioneria Cavalli e Conti, mentre proseguì a insegnare lingua greca e teologia dogmatica nei corsi seminaristici e teologia orientale nei corsi avanzati a Venegono fino al 1954.

### Gioventù Studentesca

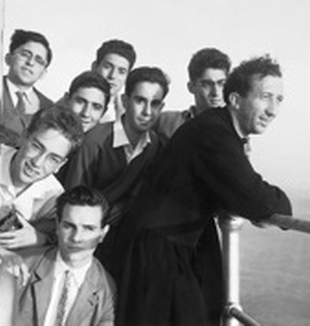
Don Giussani a Portofino con alcuni giessini nel 1955.

Frequentando i giovani in confessionale, a scuola e anche occasionalmente in treno durante i suoi spostamenti dal seminario verso Milano, Giussani rimase colpito dalla loro ignoranza in tema di religione, che sfociava in scetticismo e atteggiamenti derisori. Maturò così in lui il desiderio di prendere iniziativa nei confronti degli studenti liceali, nell'urgenza che potesse essere approfondita nei giovani la propria coscienza cristiana nella realtà quotidiana di ciascuno, quindi anche nella scuola.
Nell'ottobre del 1953 Giussani iniziò a partecipare alla Consulta di Gioventù Studentesca, iniziativa dell'Azione Cattolica fondata dal laico consacrato Giancarlo Brasca alla fine della guerra su un'idea di Luigi Gedda, al tempo guida della Gioventù Italiana di Azione Cattolica (GIAC). Lo scopo della Gioventù Studentesca (GS) originale era quello di creare una realtà non limitata alla pura educazione religiosa dei giovani, ma che si estendesse a tutti gli aspetti della vita dello studente, all'educazione culturale, fisica, morale e sociale. Strumento principale era il «raggio», incontro svolto non a livello parrocchiale la domenica com'era la norma all'interno dell'Azione Cattolica, ma nell'ambiente quotidiano, in questo caso quello scolastico. L'esperienza della Gioventù Studentesca terminò di fatto all'inizio degli anni cinquanta, anche se rimase attiva la componente femminile in alcune sezioni a Milano e nella diocesi. Giussani fu nominato vice-assistente della Gioventù Femminile di Azione Cattolica con l'incarico di rilanciare l'azione della Gioventù Studentesca femminile. Con il suo intervento furono costituiti «raggi» studenteschi in alcuni istituti scolastici e promosse attività per studenti come cineforum, conferenze, corsi per maturandi e attività di carità. Secondo Giussani la mancanza di una presenza visibile dei cattolici nella scuola e negli altri ambienti di vita era dovuta alla scarsa «coscienza cristiana» dei giovani cresciuti nell'Azione Cattolica. Infine Giussani fu nominato assistente di Gioventù Studentesca, il movimento studentesco cui si unificò l'attività femminile e quella maschile, risultando il primo movimento cattolico italiano in cui fu superata la separazione fra sessi tipica dell'Azione Cattolica e di altre organizzazioni.
Forte delle prime esperienze maturate con gli studenti di Azione Cattolica e in GS, nel 1954, trentaduenne, Giussani lasciò l'insegnamento in seminario per quello nelle scuole superiori statali. La sfida, per Giussani, era che la fede trovasse spazio nella vita dei giovani degli anni cinquanta, anche nell'ambito scolastico. Il tentativo di Giussani iniziò con la presa di coscienza che i vecchi metodi dell'attivismo cattolico non colmavano l'ignoranza sul cristianesimo che egli avvertiva nei giovani, con la necessità quindi di un metodo pedagogico rinnovato. Pur rimanendo nell'alveo dell'Azione Cattolica, l'impronta che Giussani volle dare a GS e alla sua attività di insegnante era volta a rispondere all'allontanamento dei giovani dalla vita cristiana, in ambiti dove la secolarizzazione dilagava.
Ottenuto il permesso dai superiori, nell'anno scolastico 1954-55 Giussani iniziò a insegnare religione cattolica al Liceo classico Giovanni Berchet di Milano, dove rimase per oltre un decennio. Negli anni successivi insegnò anche in altre scuole milanesi. In quel periodo guidò la vita della Gioventù Studentesca milanese dalla sede di via Statuto dove si tenevano i «raggi» a cui partecipavano alunni non solo del Berchet, ma anche di altri istituti della città. Le trasformazioni sociali del dopoguerra, con Milano cuore industriale d'Italia, mettevano in crisi i modelli educativi e pastorali tradizionali della presenza della Chiesa nella società civile. In questo contesto si sviluppò la proposta e il tentativo di don Giussani: «mostrare la pertinenza della fede alle esigenze della vita».
Negli anni successivi, pur rimanendo nell'alveo del ramo giovanile dell'Azione Cattolica diocesana, GS ebbe una crescita numerica e di presenza importante, anche fuori Milano. Nel 1959 Giussani chiese e ottenne dall'arcivescovo Montini un aiuto nella guida del movimento: gli fu affiancato il giovane sacerdote don Vanni Padovani. In quel periodo nacquero e si svilupparono anche iniziative di carattere educativo e pubblico nei principali ambiti d'azione del movimento: la cultura, la carità e la missione. Furono organizzati incontri e convegni, nacque la rivista Milano Studenti. La «caritativa» divenne centrale nel percorso educativo di GS. In particolare, dalla fine degli anni cinquanta, i ragazzi di don Giussani iniziarono a recarsi settimanalmente nella «Bassa», una zona rurale e disagiata a sud del capoluogo lombardo dove, d'intesa con i parroci della zona, facevano compagnia ai bambini alternando momenti di gioco a momenti di alfabetizzazione e di catechismo. Dal 1962 diversi "giessini" appena diplomati si recarono in Brasile, in particolare a Belo Horizonte, dando il via all'attività missionaria del movimento. Nel 1957 coinvolse tutta GS nella Grande Missione (nota anche come Missione di Milano) voluta e promossa dall'arcivescovo Montini.
Nel 1964 Giussani iniziò a insegnare all'Università Cattolica del Sacro Cuore e chiese all'arcivescovo di Milano Giovanni Colombo, succeduto nel 1963 a Giovanni Battista Montini eletto papa, di poter seguire gli studenti universitari per aiutarli a proseguire l'esperienza cominciata alle superiori in GS. Nello stesso anno, anche in seguito a problemi di salute, interruppe l'insegnamento al liceo Berchet, prima temporaneamente e poi in via definitiva dal febbraio del 1967. Data la possibilità di intraprendere la carriera universitaria, a partire dal 1965 Giussani riprese gli studi sul protestantesimo americano in vista del possibile ottenimento della libera docenza, il titolo abilitativo all'insegnamento universitario allora richiesto. A tale scopo, lo stesso anno, fu inviato negli Stati Uniti per un viaggio di aggiornamento di cinque mesi; da quell'esperienza nacquero alcune opere accademiche. Nel 1969 pubblicò il testo accademico Teologia protestante americana, l'esito del suo lavoro di ricerca durato anni, e il saggio Reinhold Niebuhr sul teologo protestante statunitense a cui aveva dedicato la tesi di dottorato nel 1954.
Giussani guidò Gioventù Studentesca fino all'autunno 1965 quando fu rimosso dall'incarico nell'ambito di una riorganizzazione dell'attività delle varie sigle giovanili dell'Azione Cattolica ambrosiana. Il suo posto fu preso da don Vanni Padovani e GS fu inserita, come esperienza di apostolato nell'ambiente studentesco, nel novero delle realtà riconosciute e approvate dall'arcidiocesi milanese. Gli studenti universitari di GS sarebbero dovuti confluire organicamente nella FUCI. La diatriba tra Giussani e l'arcivescovo Colombo, che portò infine al suo allontanamento, riguardava il fatto che – secondo il sacerdote brianzolo – l'esperienza di GS, iniziata alle scuole superiori, doveva e poteva continuare anche all'università e nella vita adulta, mentre secondo Colombo e la gerarchia diocesana la funzione del movimento doveva limitarsi al solo ambito scolastico per preparare i giovani al loro ingresso nella FUCI, l'associazione degli universitari cattolici.
Dopo aver lasciato la guida di GS per obbedienza all'arcivescovo Colombo, Giussani iniziò a coinvolgersi con il Centro Culturale Charles Péguy, una iniziativa nata a Milano nel 1964 da un gruppo di ex-giessini, che prendeva il nome dal poeta francese Charles Péguy, autore dei Misteri, un testo molto amato dal sacerdote brianzolo e ampiamente letto nell'ambiente di GS. Il Centro era presieduto da Orio Giacchi, docente di diritto canonico all'Università Cattolica, ed era diventato il punto di ritrovo di molti universitari e laureati che desideravano, da adulti, continuare l'esperienza iniziata dentro il movimento studentesco guidato da Giussani. Tra loro la psicologa Eugenia Scabini e il futuro vescovo Luigi Negri, Gian Enrico Rusconi e Chiara Saraceno. Il Centro divenne ben presto non solo un'iniziativa di carattere culturale, ma una realtà nella quale erano coinvolte anche famiglie, in una forma che rispecchiava quella di GS, con "raggi", attività di caritativa, momenti comuni, vacanze ed esercizi spirituali, ma indirizzati a persone adulte. Non una "nuova GS", ma una delle espressioni adulte nate dall'esperienza di GS negli anni cinquanta.
Nel 1966 la casa editrice Jaka Book, appena fondata da un gruppo di giovani coinvolti anch'essi nel Centro Culturale Péguy, pubblicò il volume Il senso religioso. Il libro, basato sulle lezioni di Giussani nelle scuole superiori, fu primo di una lunga serie di testi dell'autore pubblicati fino agli anni novanta dalla casa editrice. Il volumetto divenne uno dei testi di riferimento nei momenti di catechesi del movimento e il tema del senso religioso divenne il perno delle lezioni di don Giussani all'Università Cattolica.
Negli anni di GS Giussani redasse la voce "Educazione" per l'Enciclopedia Cattolica e iniziò anche un'attività pubblicistica sui temi che lo accompagneranno per tutto il suo itinerario di educatore e che sintetizzano la sua proposta. I primi libretti furono pubblicati a cura della GIAC (Gioventù Italiana di Azione Cattolica): la primissima versione de Il senso religioso del 1957, scritto a partire dalla lettera quaresimale di Montini Sul senso religioso, G.S. riflessioni sopra un'esperienza del 1959, Tracce d'esperienza cristiana del 1960 e Appunti di metodo cristiano del 1964, scritti che poi saranno raccolti in seguito, ampliati e rivisti, in volumi editi da Jaca Book.

### Comunione e Liberazione
A partire dal 1965 molti ex-giessini iniziarono, anche seguendo l'impostazione indicata dalle autorità diocesane, a frequentare la FUCI negli atenei cittadini. Tra loro il futuro cardinale Angelo Scola che divenne presidente della FUCI milanese. Giussani non seguiva formalmente il gruppo FUCI guidato da Scola e da Eugenia Scabini, ma il rapporto con loro passava attraverso il Centro Culturale Péguy.

Don Luigi Giussani tiene una lezione su Il senso religioso

Nel contempo, nell'ambiente di GS iniziò a prendere piede una nuova impostazione che vedeva nell'impegno politico il principale modo per rendere incidente l'esperienza del movimento che altrimenti avrebbe corso il rischio, a loro giudizio, di restare irrilevante e astratta. Il periodo di sommovimenti politici, sociali ed ecclesiali della seconda metà degli anni sessanta coinvolse così anche il movimento di don Giussani. Una gran parte degli aderenti a GS iniziò a rivolgere l'attenzione verso le idee rivoluzionarie che in quegli anni si stavano imponendo in particolare nelle università, a partire dall'occupazione dell'Università Cattolica del 15 novembre 1967. Le forme istituzionali della Gioventù Studentesca propriamente detta crollarono e centinaia di aderenti al movimento negli atenei milanesi lo abbandonarono in quel periodo per aderire al Movimento studentesco.
Nel 1968, nel pieno della crisi di quel periodo, nel corso di incontri con il cosiddetto "Gruppo adulto" (esperienza che poi sfocerà nella associazione laicale Memores Domini), con i sacerdoti e con gli adulti che gli erano rimasti legati attraverso il Centro Culturale Péguy, pose le basi per la ripresa dell'esperienza originale del movimento. Lo sparuto gruppo di giovani rimasti legati all'aspirazione originale di GS e coloro che gravitavano intorno al Centro Péguy continuarono il loro rapporto con Giussani, soprattutto dentro l'Università Cattolica dove il sacerdote insegnava, e dopo la pubblicazione di un volantino firmato "Comunione e Liberazione" distribuito all'Università Statale nel novembre del 1969, iniziarono a farsi conoscere con quel nome che in breve tempo identificò tutto il movimento.
Nei primi anni della vita del rinnovato movimento, che stava iniziando a crescere velocemente e a dotarsi di una struttura organica, non solo tra gli studenti superiori e in università, ma anche nel mondo del lavoro, dell'insegnamento e delle varie opere che stavano nascendo per iniziativa degli aderenti, Giussani rimase defilato dando comunque indicazioni sulla strada da percorrere e rimanendo legato agli universitari anche in virtù del suo ruolo di docente. Giussani fu indicato come "responsabile ultimo" di CL nell'agosto del 1971. Il 31 marzo 1973 la componente universitaria di Comunione e Liberazione si presentò per la prima volta pubblicamente organizzando un convegno al Palalido di Milano a cui parteciparono circa 5 000 studenti universitari, sul tema "Nella università per la liberazione".
Nei primi anni settanta Giussani incontrò, tramite Angelo Scola, i teologi Hans Urs von Balthasar, Henri De Lubac e Joseph Ratzinger che contribuirono a fondare nel 1972 la rivista teologia Communio edita a Milano da Jaca Book. Nel 1973 in Polonia incontrò invece l'arcivescovo di Cracovia Karol Wojtyła.
Per tutti gli anni settanta Giussani fu impegnato personalmente nel tentativo di ottenere il riconoscimento del movimento da parte della Chiesa, prima con un fitto dialogo con l'Arcidiocesi di Milano e poi con la Conferenza Episcopale Italiana, in un'epoca in cui più acute sembravano le divergenze pastorali e metodologiche con le altre realtà ecclesiali, in particolare con l'Azione Cattolica, e in cui il movimento era stato anche bersaglio di atti di intolleranza e di violenza da parte delle frange più estreme della sinistra extraparlamentare in particolare nelle università. Per Giussani l'appartenenza alla Chiesa era un fattore fondamentale senza il quale l'esistenza stessa di CL sarebbe stata priva di senso. Momento fondamentale fu il dialogo con Paolo VI del 25 marzo del 1975, Domenica delle Palme, giornata dedicata all'incontro del Papa con i giovani in occasione dell'anno santo, a cui parteciparono in maggioranza giovani di CL.
Nel 1977 Jaca Book pubblicò Il rischio educativo, uno dei testi più noti e importanti della produzione di Giussani. Fu anche uno dei più studiati e fu oggetto nel corso degli anni di convegni e dibattiti per l'importanza del tema trattato, l'educazione, uno dei cardini della proposta e del metodo del sacerdote brianzolo.
Verso la fine del decennio molti aderenti adulti di CL iniziarono a incontrarsi in gruppi spontanei col desiderio di dare continuità alla loro esperienza di amicizia cristiana nata nell'alveo del movimento. Alcuni di questi gruppi adottarono una formula a cui diedero prima il nome di "gruppi di comunione" e poi, alla fine degli anni settanta, di "confraternite". I primi gruppi di fraternità si costituirono principalmente per iniziativa di ex universitari che, attraverso il metodo comunionale, desideravano approfondire l'appartenenza alla Chiesa dentro la condizione e nelle responsabilità della vita adulta. Giussani incoraggiò tali iniziative e in breve furono predisposte bozze di statuto per la nuova realtà. L'11 luglio 1980 la Fraternità di Comunione e Liberazione fu istituita ufficialmente come associazione laicale con l'approvazione per decreto di Martino Matronola, abate di Montecassino, che ne approvò gli statuti redatti anche seguendo l'impostazione della regola benedettina. L'11 febbraio 1982 il Pontificio Consiglio per i Laici, anche su insistenza di Giovanni Paolo II, riconobbe la Fraternità di Comunione e Liberazione e la eresse e confermò in persona giuridica per la Chiesa universale. Don Giussani assunse la guida della Diaconia centrale e descrisse il riconoscimento della Fraternità come «la grazia più grande nella intera storia del movimento.»
Giussani fu creato Monsignore da Giovanni Paolo II il 9 dicembre 1983 con il titolo di Prelato domestico di Sua Santità (titolo mutato in seguito in Prelato d'onore di Sua Santità). Nel 1985 fu nominato consultore del Pontificio Consiglio per i Laici e nel 1994 della Congregazione per il Clero. Nell'ottobre del 1987 partecipò al Sinodo dei vescovi dedicato alla vocazione e la missione dei laici come membro di nomina pontificia con un intervento intitolato Dal Battesimo una creatura nuova. Il 6 febbraio del 1987 a Assago intervenne all'assemblea della Democrazia Cristiana lombarda, intitolata La responsabilità delle coscienze il potere della politica, sul tema Il senso religioso, le opere, il potere.
Tra il 1986 e il 1992 furono pubblicati da Jaca Book i tre volumi del PerCorso, opera nella quale don Giussani riassume il suo itinerario di pensiero e di esperienza e che rappresenta la base, sviluppata in quarant'anni di insegnamento, della sua proposta educativa.. Il PerCorso, costituito da Il senso religioso, All'origine della pretesa cristiana e Perché la Chiesa (quest'ultimo inizialmente diviso in due tomi), nacque, come impianto iniziale, quale base delle lezioni di religione tenute da don Giussani al liceo Berchet di Milano negli anni cinquanta e in seguito rielaborate e ampliate per l'insegnamento di introduzione alla teologia all'Università Cattolica del Sacro Cuore.
L'8 dicembre 1988 un'altra realtà nata all'interno del carisma di CL, l'associazione laicale Memores Domini, fu riconosciuta dal Pontificio Consiglio per i Laici come associazione internazionale di fedeli di diritto pontificio. L'esperienza era nata già alla fine degli anni cinquanta quando alcuni aderenti a GS avevano chiesto un aiuto a don Giussani per approfondire la loro vocazione. Giussani iniziò a seguire un gruppo di giovani nella "verifica". Alcuni di loro divennero sacerdoti o entrarono in ordini religiosi; altri invece scelsero di "rimanere nel mondo" come laici pur adottando uno stile di vita comune di dedizione totale a Cristo anche nella verginità. Nel 1964 nacque così il cosiddetto "Gruppo adulto" con la fondazione delle prime "case". Nel 1981 l'associazione ottenne un primo riconoscimento canonico da Enrico Manfredini, vescovo di Piacenza.
Nel 1989 contribuì alla costituzione della Fondazione Banco Alimentare con Danilo Fossati, al tempo patron dell'azienda alimentare Star. Nel 1990 Giussani lasciò l'insegnamento presso l'Università Cattolica per sopraggiunti limiti di età e il suo posto fu preso dal teologo don Stefano Alberto, uno dei suoi più stretti collaboratori.
L'11 dicembre 1997 il suo testo, la nuova versione de Il senso religioso, fu presentato nell'edizione in lingua inglese al Palazzo dell'ONU di New York.

### Morte
(Cardinale Joseph Ratzinger durante l'omelia per le esequie di don Giussani, Duomo di Milano, 24 febbraio 2005.)

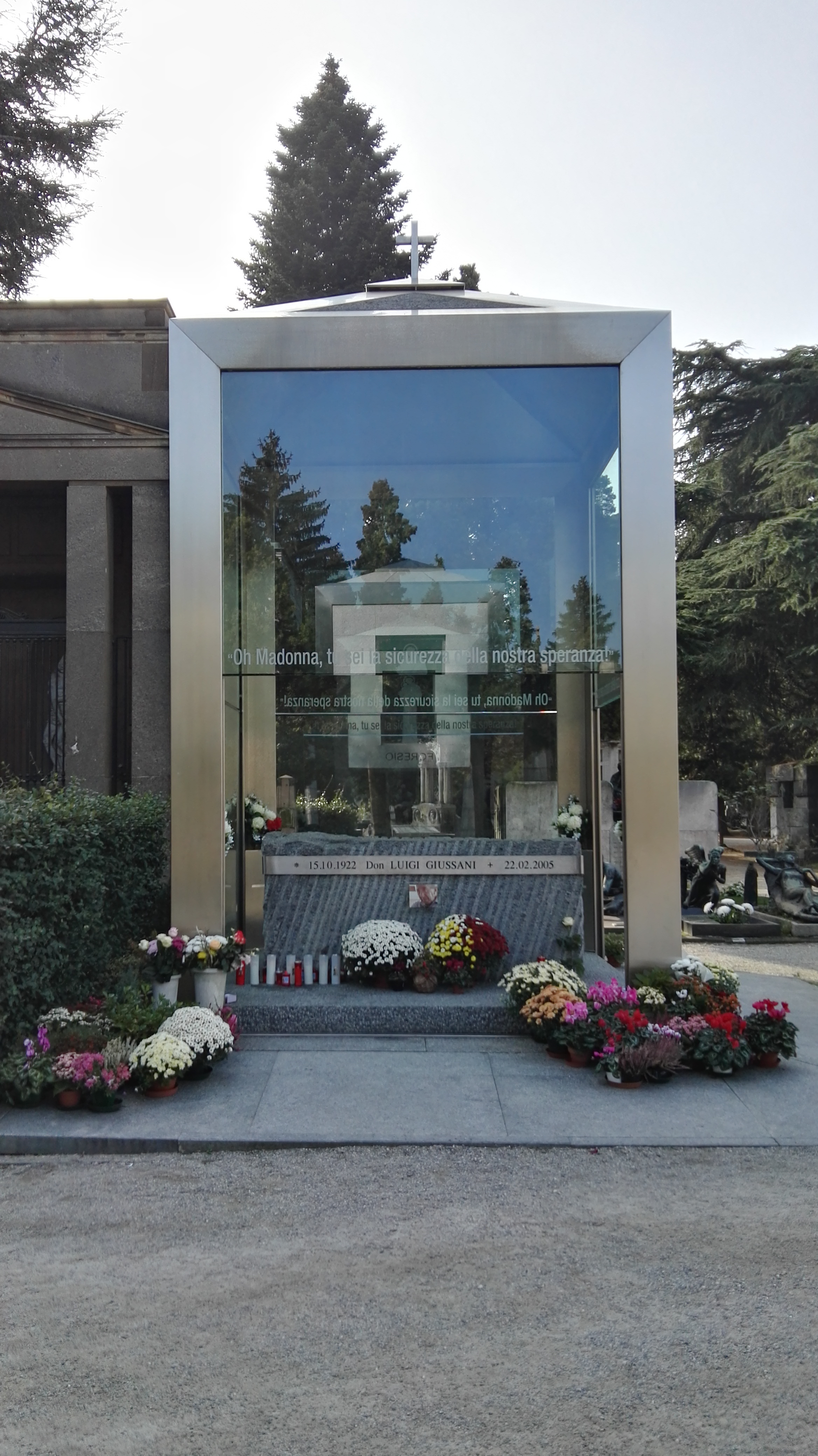
Tomba di don Giussani al Cimitero Monumentale di Milano

Don Giussani morì a Milano il 22 febbraio del 2005. Molti gli resero omaggio nei giorni successivi nella camera ardente, allestita nella cappella dell'Istituto Sacro Cuore, scuola voluta dallo stesso don Giussani. Il suo funerale fu celebrato giovedì 24 febbraio 2005 dall'arcivescovo di Milano Dionigi Tettamanzi e concelebrato dall'inviato di papa Giovanni Paolo II, l'allora cardinale Joseph Ratzinger, che, a distanza di poche settimane, sarebbe stato scelto come suo successore e che tenne l'omelia, dall'allora patriarca di Venezia Angelo Scola, dal successore alla guida del movimento di Comunione e Liberazione, don Julián Carrón, e da altri sacerdoti. Il funerale fu trasmesso in diretta da Rai Uno.
Fu inizialmente tumulato nella Cripta del Famedio del Cimitero Monumentale di Milano, ma nella notte dell'8 giugno 2006 la tomba venne profanata; in seguito la salma fu traslata in una cappella dedicata all'interno dello stesso Monumentale.
Il 17 gennaio del 2006 venne riconosciuto dalla Santa Sede fondatore della congregazione religiosa delle Suore di Carità dell'Assunzione insieme a padre Stefano Pernet.

## Processo di beatificazione
In occasione del settimo anniversario della morte e del trentesimo anniversario del riconoscimento pontificio della Fraternità di Comunione e Liberazione, il 22 febbraio 2012 è stato dato l'annuncio della richiesta di nihil obstat alla Santa Sede per dare inizio alla fase diocesana della causa di beatificazione e canonizzazione di don Luigi Giussani. La richiesta è stata materialmente inoltrata dalla postulatrice nominata dal Presidente della Fraternità (canonicamente costituitosi Attore di detta Causa), la professoressa Chiara Minelli, docente di Diritto canonico ed ecclesiastico nell'Università di Brescia.
Il 24 febbraio 2012, l’allora Arcivescovo di Milano, il Cardinale Angelo Scola, accolse la richiesta e, secondo le norme emanate dalla Santa Sede, avviò la prima fase del Processo, la cosiddetta "fase documentale"; da allora Luigi Giussani è considerato Servo di Dio.
Durante la sessione ordinaria della Conferenza Episcopale Lombarda del 23 e 24 aprile 2012 anche i vescovi lombardi hanno espresso parere favorevole alla causa di beatificazione e di canonizzazione di Don Giussani.
Il 9 maggio 2024, nella Basilica di Sant'Ambrogio, l’Arcivescovo di Milano mons. Mario Delpini ha tenuto la prima sessione pubblica della "fase testimoniale" per la causa di beatificazione e di canonizzazione di Luigi Giussani. Durante la fase testimoniale verranno ascoltati circa 50-60 testimoni (sacerdoti, alcuni vescovi, consacrati e consacrate e il laicato). La durata della fase testimoniale è prevista in circa un anno e mezzo anche in base alla ricchezza delle testimonianze raccolte.

## Onorificenze e premi
- Titolo di prelato d'onore di Sua Santità (monsignore), 9 dicembre 1983[68][69]
- Premio internazionale medaglia d'oro al merito della cultura cattolica, Bassano del Grappa, 6 ottobre 1995[93]
- Corona Turrita, Comune di Desio, 14 ottobre 2001[94]
- Premio Isimbardi, Provincia di Milano, 2002[95]
- Premio Mario Macchi, Associazione Genitori Scuole Cattoliche, 2003[96]
- Sigillo Longobardo, Regione Lombardia, 16 marzo 2004[97]

## Intitolazioni

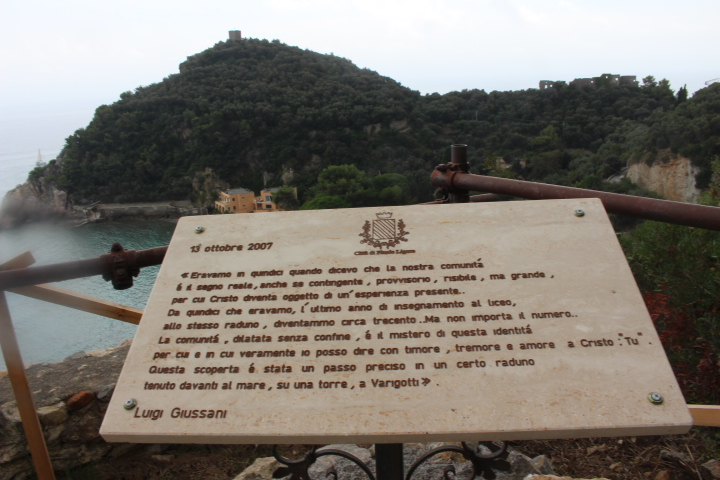
La targa a ricordo di don Giussani a Varigotti, nei pressi della chiesa di San Lorenzo

Dopo la sua morte, sono stati dedicati a Giussani:
- Desio: nel paese natale di Giussani, la piazza retrostante il municipio e un monumento, opera di Cristina Mariani, inaugurato nel 2005[98]
- Milano: Parco Don Giussani, in precedenza Parco Solari[99]
- Trivolzio: il piazzale adibito all'accoglienza delle auto dei pellegrini alla chiesa parrocchiale che ospita le spoglie di san Riccardo Pampuri[100]
- Finale Ligure: l'ultimo tratto del sentiero che porta all'antica chiesa di San Lorenzo di Varigotti: lì si tennero alcuni dei primi incontri di Comunione e Liberazione, che ancora si chiamava Gioventù Studentesca[101]
- Castronno (VA): un largo presso la rotatoria all'uscita dell'Autostrada dei Laghi[102]
- Ascoli Piceno: la scuola primaria e dell'infanzia don Luigi Giussani[103]
- Portofino: la piazzetta del faro[104]
- Ozieri: la piazza antistante la chiesa parrocchiale di San Nicola
- Kampala (Uganda): le scuole primaria e secondaria Luigi Giussani Primary School e Luigi Giussani Secondary School[105][106]
- Pozzolengo: il parco comunale adiacente al castello[107]
- San Leo: un bassorilievo in bronzo, opera dell'artista riminese Paola Ceccarellia, sulla facciata del convento di Sant'Igne[108]
- Rimini: la rotonda davanti al Palacongressi, nei pressi dell'area della demolita Fiera, dove si sono svolte le prime edizioni del Meeting per l'amicizia fra i popoli[109]
- Chiavari: un tratto del lungoporto[110]
- Verona: i giardini presso ponte Garibaldi a Borgo Trento[111]
- Cinisello Balsamo: un largo urbano nei pressi del municipio
- Segrate: il centro sportivo della frazione di Redecesio
- Lanciano: il parco in via Giuseppe Spataro, intitolatogli il 29 ottobre 2022 in occasione del centenario della nascita[112]
- Strade comunali sono state intitolate a don Giussani a Cagliari, Morrovalle, Rapallo, Treviglio, Mestre, ecc.

## Opere
La maggior parte delle opere di Luigi Giussani, soprattutto a partire dagli anni ottanta, deriva dalla trascrizione di dialoghi, conversazioni e lezioni svolte in pubblico durante raduni, convegni, esercizi spirituali. I suoi libri sono stati pubblicati dall'editore milanese Jaca Book dal 1966 fino al 1991. A partire dagli anni novanta Rizzoli ha iniziato a rieditare i testi di Giussani in nuove edizioni aggiornate dotate spesso di un nuovo apparato di note e di nuovi contenuti editoriali e a volte con titoli diversi. Rizzoli ha anche pubblicato le opere inedite del sacerdote brianzolo e volumi antologici di conversazioni precedentemente disponibili sotto forma di fascicoli pro manuscripto o di redazionali per varie riviste. Volumi di inediti o di riedizioni di vecchi testi sono poi usciti anche per altri editori, tra i quali Marietti 1820, San Paolo, SEI, Piemme e Messaggero di Sant'Antonio.
Trascrizioni di conversazioni e lezioni tenute da Giussani nel corso di incontri con i responsabili di Comunione e Liberazione, di esercizi spirituali e di incontri con appartenenti ai Memores Domini sono state di norma pubblicate come inserti redazionali o allegate come fascicoletti nelle riviste Tracce (precedentemente nota come CL-Litterae Communionis, organo ufficiale del movimento), Il Sabato e 30 giorni nella Chiesa e nel mondo. Un gran numero di questi testi è stato poi pubblicato in volumi antologici.
Dopo la sua morte, è iniziata la catalogazione sistematica dei testi e degli scritti di Giussani. Sul sito web Luigi Giussani Scritti, curato dalla Fraternità di Comunione e Liberazione, è iniziata dal 2009 la pubblicazione di schede riassuntive dei testi del sacerdote, molti dei quali sono stati resi disponibili in e-book.
Dal 1993 e fino alla sua morte, Luigi Giussani ha diretto la collana editoriale I libri dello spirito cristiano per la Biblioteca Universale Rizzoli. La collana, proseguita fino al 2009 sotto la direzione di Julián Carrón e poi sostituita da un'analoga iniziativa sotto il nome di Biblioteca della spirito cristiano, ha pubblicato circa 80 titoli scelti fra quelli che più hanno segnato l'esperienza di Giussani e di Comunione e Liberazione. Analogamente, Giussani ha diretto dal 1997 la collana discografica Spirto gentil, CD musicali di «introduzione alla musica» con allegato un booklet di norma contenente una nota introduttiva di Giussani, una scheda storica sui compositori o sui musicisti e una guida all'ascolto.
Molte opere di Giussani, tra le quali Il senso religioso, All'origine della pretesa cristiana, Perché la Chiesa e Il rischio educativo, sono state tradotte in varie lingue tra cui l'inglese (pubblicate dalla casa editrice McGill University Press negli Stati Uniti), spagnolo, portoghese, ecc. Nel 2022 i temi affrontati ne Il senso religioso sono diventati un podcast in 13 puntate, con estratti delle lezioni dello stesso Giussani durante suoi corsi universitari tenutisi tra il 1978 e il 1985.
- Il senso religioso, Jaca Book, 1966.
- Reinhold Niebuhr, Jaca Book, 1969.
- Teologia protestante americana, La Scuola Cattolica, 1969; Jaca Book, 1989; Marietti 1820, 2003.
- L'impegno del cristiano nel mondo, con Hans Urs von Balthasar, Jaca Book, 1971, 2017.
- Tracce di esperienza e appunti di metodo cristiano, Jaca Book, 1972.
- Dalla liturgia vissuta: una testimonianza, Jaca Book, 1973, nuova edizione 1991; San Paolo, 2016.
- Il rischio educativo, Jaca Book, 1977; SEI, 1995; Rizzoli, 2005.
- Tracce d'esperienza cristiana, Jaca Book, 1977; nuova edizione 1991.
- Decisione per l'esistenza, Jaca Book, 1978.
- L'alleanza, Jaca Book, 1979.
- Il senso della nascita, colloquio con Giovanni Testori, BUR Rizzoli, 1980.
- Moralità: memoria e desiderio, Jaca Book, 1980.
- Alla ricerca del volto umano, Jaca Book, 1984; Rizzoli, 1995.
- Pregare, illustrazioni di Marina Molino, Jaca Book, 1984.
- La fede e le sue immagini, illustrazioni di Marina Molino, Jaca Book, 1984.
- La coscienza religiosa nell'uomo moderno, Jaca Book, 1985.
- Il senso religioso - Volume primo del PerCorso, Jaca Book, 1986; Rizzoli, 1997.
- All'origine della pretesa cristiana - Volume secondo del PerCorso, Jaca Book, 1988; Rizzoli, 2001.
- Perché la Chiesa - Volume terzo del PerCorso, Jaca Book, Tomo 1 1990, Tomo 2 1992; volume unico Rizzoli, 2003.
- Un avvenimento di vita, cioè una storia, EDIT - Il Sabato, 1993.
- L'avvenimento cristiano, BUR Rizzoli, 1993.
- Il senso di Dio e l'uomo moderno, BUR Rizzoli, 1994.
- Si può vivere così?, BUR Rizzoli, 1994; riedizione Rizzoli 2007.
- Opere: 1966-1992, Vol. 1, Il PerCorso, Jaca Book, 1994.
- Opere: 1966-1992, Vol. 2, Jaca Book, 1994.
- Il tempo e il tempio, BUR Rizzoli, 1995.
- Realtà e giovinezza. La sfida, SEI, 1995; Rizzoli, 2018.
- Il cammino al vero è un'esperienza, SEI, 1995; Rizzoli, 2006.
- Le mie letture, BUR Rizzoli, 1996.
- Si può (veramente?!) vivere così?, BUR Rizzoli, 1996.
- Porta la speranza, Marietti 1820, 1997.
- Riconoscere una presenza, San Paolo, 1997.
- Lettere di fede e di amicizia ad Angelo Majo, San Paolo, 1997.
- Generare tracce nella storia del mondo, con Stefano Alberto e Javier Prades, Rizzoli, 1998.
- L'uomo e il suo destino, Marietti 1820, 1999.
- Scuola di Religione, SEI, 1999, nuova edizione 2003.
- L'io, il potere, le opere, Marietti 1820, 2000.
- Tutta la terra desidera il Tuo volto, San Paolo, 2000.
- Che cos'è l'uomo perché te ne curi?, San Paolo, 2000.
- Avvenimento di libertà, Marietti 1820, 2002.
- L'opera del movimento. La Fraternità di Comunione e Liberazione, San Paolo, 2002.
- Il miracolo dell'ospitalità, Piemme, 2003, nuova edizione 2012.
- Il Santo Rosario, San Paolo 2003.
- Egli solo è. Via Crucis, San Paolo, 2005.
- La libertà di Dio, Marietti 1820, 2005.
- Come si diventa cristiani, Marietti 1820, 2007.
- La familiarità con Cristo, San Paolo, 2008.
- Vivere intensamente il reale, Editrice La Scuola, 2010.
- Spirto gentil, BUR Rizzoli, 2011.
- Cristo compagnia di Dio all'uomo, Edizioni Messaggero Padova, 2014
- Alle radici di una storia, Rizzoli, 2022
- Il senso cristiano dell'uomo secondo Reinhold Niebuhr, San Paolo, 2024
- Una rivoluzione di sé, Rizzoli, 2024
- L'incontro che accende la speranza, Libreria Editrice Vaticana, 2025
- Un volto nella storia, Rizzoli, 2025
- Collana Quasi Tischreden
  - "Tu" (o dell'amicizia), BUR Rizzoli, 1997.
  - Vivendo nella carne, BUR Rizzoli, 1998.
  - L'attrattiva Gesù, BUR Rizzoli, 1999.
  - L'autocoscienza del cosmo, BUR Rizzoli, 2000.
  - Affezione e dimora, BUR Rizzoli, 2001.
  - Dal temperamento un metodo, BUR Rizzoli, 2002.
  - Una presenza che cambia, BUR Rizzoli, 2004.
- Collana L'Equipe
  - Dall'utopia alla presenza (1975-1978), BUR Rizzoli, 2006.
  - Certi di alcune grandi cose (1978-1981), BUR Rizzoli, 2007.
  - Uomini senza patria (1982-1983), BUR Rizzoli, 2008.
  - Qui e ora (1984-1985), BUR Rizzoli, 2009.
  - L'io rinasce in un incontro (1986-1987), BUR Rizzoli, 2010.
  - Ciò che abbiamo di più caro (1988-1989), BUR Rizzoli, 2011.
  - Un evento reale nella vita dell'uomo (1990-1991), BUR Rizzoli, 2013.
  - In cammino (1992-1998), BUR Rizzoli, 2014.
- Collana Cristianesimo alla prova
  - Una strana compagnia, BUR Rizzoli, 2017.
  - La convenienza umana della fede, BUR Rizzoli, 2018.
  - La verità nasce dalla carne, BUR Rizzoli, 2019
  - Un avvenimento nella vita dell'uomo, BUR Rizzoli, 2020
  - Attraverso la compagnia dei credenti, BUR Rizzoli, 2021
  - Dare la vita per l'opera di un Altro, BUR Rizzoli, 2021

### Interviste
- Luigi Giussani, Il movimento di Comunione e Liberazione, conversazioni con Robi Ronza, 2ª ed., Milano, Jaca Book, 1987, ISBN 88-16-30150-3.
- Luigi Giussani, Un caffè in compagnia. Conversazioni sul presente e sul destino, conversazioni con Renato Farina, Milano, Rizzoli, 2004, ISBN 88-17-00460-X.

### Podcast
- Il senso religioso (2022), podcast in tredici puntate a cura di Chora Media.[120]